# Světlík (Horní Podluží)
Světlík je zaniklá osada asi 1,5 km severně od Horního Podluží, jehož je dnes součástí. U bývalé osady je velký stejnojmenný rybník, který je dnes coby přírodní rezervace Světlík chráněným hnízdištěm vodního ptactva. Rezervace zahrnuje také rašeliniště za rybníkem. Na východním břehu rybníka stojí stavba větrného mlýna holandského typu z roku 1843.

## Historie
První písemná zmínka o vesnici pochází z roku 1748, v roce 1885 měla 49 domů, v nichž žilo 339 obyvatel. Do roku 1946 nesla obec název Lichtenberg.

## Obyvatelstvo
Při sčítání lidu v roce 1921 zde žilo 191 obyvatel (z toho 85 mužů), z nichž byl jeden Čechoslovák, 188 Němců a dva cizinci. Kromě 180 katolíků bylo šest lidí evangelíky, čtyři patřili k nezjišťovaným církvím a jeden člověk byl bez vyznání. Podle sčítání lidu z roku 1930 měla vesnice 218 obyvatel: 217 Němců a jednoho cizince. Kromě římskokatolické většiny ve vsi žil jeden evangelík, pět členů nezjišťovaných církví a patnáct lidí bez vyznání.
|                                                                        | 1869 | 1880 | 1890 | 1900 | 1910 | 1921 | 1930 | 1950 | 1961 | 1970 | 1980 | 1991 | 2001 | 2011 |
| ---------------------------------------------------------------------- | ---- | ---- | ---- | ---- | ---- | ---- | ---- | ---- | ---- | ---- | ---- | ---- | ---- | ---- |
| Obyvatelé                                                              | 358  | 339  | 286  | 273  | 214  | 191  | 218  | 38   | 15   | 7    | 1    | 2    | 9    | -    |
| Domy                                                                   | 47   | 49   | 47   | 50   | 43   | 41   | 38   | 40   | .    | 2    | 1    | 1    | 7    | 5    |
| Počet domů z roku 1961 je zahrnut v domech místní části Horní Podluží. |      |      |      |      |      |      |      |      |      |      |      |      |      |      |

## Pamětihodnosti
- Větrný mlýn z roku 1843 – kulturní a technická památka